# Săliștea
Săliștea é uma comuna romena localizada no distrito de Alba, na região histórica da Transilvânia. A comuna possui uma área de 60.11 km² e sua população era de 2316 habitantes segundo o censo de 2007.